# Marko Slivarić
Marko plemeniti Slivarić, baron de Heldenbourg (tudi Marc Slivarich de Heldenbourg, Marko Šljivarič), hrvaški general, * 12. oktober 1762, † 1. januar 1838.

## Življenjepis
Leta 1781 je postal topniški častnik Avstrijskega cesarstva; nato pa je služil v Slunju in Ogulinu. Po francoski ustanovitvi Ilirskih provinc je leta 1809 postal poveljnik 1. (liškega) polka ilirskih lovcev (1er Regiment de Chasseurs Illyriens), nato pa je leta 1811 postal poveljnik 1. hrvaškega začasnega pehotnega polka (1er Regiment d' Infanterie Provisories Croate); s tem polkom se je udeležil Napoleonovega napada na Rusijo. Po Napoleonovemu porazu na Saškem leta 1813 je padel v vojno ujetništvo ter nato zaprosil za vrnitev v avstrijsko vojaško službo (s činom generala), a so mu to zavrnili. Leta 1814 je bil izpuščen iz vojnega ujetništva in se odpravil v Francijo. Naslednje leto je kot poveljnik trdnjave Antibes preprečil, da bi slednja padla v roke avstrijsko-sardinjskih napadalcev.

## Napredovanja
- polkovnik: 1797[2]
- polkovnik: 1. januar 1810[3]
- brigadni general: 5. februar 1813[3]

## Odlikovanja
- častnik legije časti: 28. november 1810[3]

## Zanimivosti
V SFRJ je v sklopu stripovske serije Nikad robom izhajal tudi strip Graničari, v kateri je bil junak stotnik Marko Slivarić.